# Neue Deutsche Härte
Neue Deutsche Härte (alemão: [ˈnɔʏə ˈdɔʏtʃə ˈhɛʁtə], lit.  "nova dureza alemã") é um gênero musical derivado do Metal Industrial que mistura estilos do Heavy metal. O uso de efeitos de teclados eletrônicos é uma das características do gênero, que surgiu na Alemanha em meados dos anos 1990. O termo foi cunhado pela imprensa musical após o lançamento do primeiro álbum da banda alemã Rammstein, Herzeleid, em alusão ao Neue Deutsche Welle.

## História
O termo foi inventado pela imprensa musical alemã após a estreia do álbum Herzeleid, pela banda Rammstein em 1995. O estilo é um cruzamento de estilos que é influenciado pelo metal industrial, rock alemão, hard rock e groove metal/metal alternativo combinando-a com elementos de música eletrônica e techno. As letras são geralmente em alemão, às vezes com palavras ou termos latinos. Ele usa a configuração básica de instrumentos de metal: guitarra elétrica distorcida, baixo, bateria e vocais, com teclado, sintetizadores e samplers. A ênfase está em uma demonstração de predominância, por excesso de pronunciar certas sílabas e letras (como o trinado uvular). Os vocais são predominantemente do sexo masculino e apresentado em forma de uma voz profunda. Gutural e gritar também é comum, ouvidos em algumas músicas de Oomph!, Rammstein, Stahlhammer, Samsas Traum e Megaherz.
Oomph!, formada em 1989, foi considerado a revelação do ano com o primeiro álbum "OOMPH!", lançado em 1992. A banda fez sucesso até nos Estados Unidos, onde o disco chegou ao terceiro posto na parada das rádios universitárias. Estabeleceu os pilares do estilo em seu segundo álbum, Sperm, de 1994. Com isto eles abriram o caminho para que outras bandas alemãs ficassem conhecidas internacionalmente, inclusive Rammstein, que não esconde ter sido influenciada pela música de Oomph!.A banda alcançou um disco de ouro em 2004 pela música "Augen Auf!", na Áustria e na Alemanha.
Rammstein é a praticante mais conhecida do estilo, bem-sucedido na Europa continental; A banda Rammstein vendeu quase quatro milhões de discos na Alemanha, enquanto acumula disco de ouro de platina no Brasil, Áustria, Bélgica, Holanda, Suíça, Dinamarca, Noruega, Polônia, Finlândia e a República Checa.
O álbum auto-intitulado de estréia do Eisbrecher, lançado em 2004, entrou na posição #13 na Deutschen Alternative Top 20 Chart, enquanto o segundo álbum do grupo, Antikörper, chegou a 85ª posição na Alemanha.
Unheilig é atualmente o ato de maior sucesso e trilha o mesmo caminho dos conterrâneos do Rammstein. A banda liderada por Der Graf (O Conde, em alemão) formada em 2000, teve um sucesso na cena underground alemã e progressivamente foi sendo conhecida do público maior.
Em 2010, quando a banda lançou o single "Geboren um zu leben" que alcançou a 2ª posição nas paradas na Alemanha, confirmou-se o sucesso do álbum "Grosse Freiheit" que vendeu mais de 2  milhões de cópias e ficou em 1º lugar nos charts da Alemanha e Áustria e em 3º no da Suíça; quebrando os recordes de álbum alemão de mais semanas não consecuitvas em primeiro lugar, com 23 semanas acumuladas.
Após o lançamento de Grosse Freiheit, Unheilig ganhou diversos prêmios, entre eles 6 Echo Awards, o maior prêmio da indústria fonográfica alemã. Em 2012, a banda lançou um álbum conceitual chamado "Lichter der Stadt" (Luzes da Cidade) que se confirmou como outro sucesso atingindo o primeiro lugar nas paradas musicais de três países (Alemanha, Áustria e Suiça), ganhando certificação de ouro na primeira semana de vendas por mais de 100 mil cópias vendidas e tendo por volta de 1 milhão de cópias vendidas em meados de 2013.

## Alguns artistas e bandas de NDH
| - Die Allergie - Dreieckslust - Eisbrecher - Eisenherz - Feindflug - Fleischmann - Heldmaschine - Joachim Witt - Leichenwetter - Lindemann - Mantus - Maerzfeld - Megaherz - Mina Harker - Mundtot - Nachtmahr - Niederschlag - Null Positiv - Oomph! - Ost+Front - Rammstein - Richthofen - Riefenstahl | - Rinderwahnsinn - Schattenmann - Schwanensee - Schweisser - Seelenkrank - Silber - Sonnengott - Stahlhammer - Staubkind - Stendal Blast - Subway to Sally - Totenmond - Unheilig - Weissglut - Umbra et Imago |